# Johannes Schmid
Johannes Schmid (13 de janeiro de 1911 - 6 de novembro de 1941) foi um piloto austríaco da Luftwaffe durante a Guerra Civil Espanhola e na Segunda Guerra Mundial. Todo o seu serviço durante a guerra mundial foi prestado na Frente Ocidental, na qual voou cerca de 137 missões de combate e abateu 45 aeronaves inimigas, o que fez dele um ás da aviação. Foi condecorado com a Cruz Espanhola e com a Cruz de Cavaleiro da Cruz de Ferro.